# 快進撃TVうたえモン
『快進撃TV うたえモン』（かいしんげきテレビ うたえモン）は、一部フジテレビ系列局で放送されていたフジテレビ制作の音楽バラエティ番組である。全26回＋放送時間外の番組スペシャル2回。制作局のフジテレビでは1999年1月12日から同年9月14日まで、毎週火曜 19:00 - 20:00 （日本標準時）に放送。

## 概要
テレビアニメ・テレビドラマ・特撮などの主題歌を取り上げていた番組で、1999年当時の子供世代が見ていた作品とその親世代が子供の頃に見ていた作品それぞれの主題歌をランキング方式で紹介。子供向けの作品主題歌は「キッズランキング」、親世代向けの作品主題歌は「パパママランキング」として紹介していた。そしてそれらを歌った歌手本人がスタジオで歌声を披露していた。同年8月30日から31日には河口湖ステラシアターで水木一郎による「世紀のビッグイベント 水木一郎 24時間 1000曲ライブ」を行い、そのクライマックスの模様を生中継したこともある。番組は電話によるリクエストも受け付けていた。
放送期間中の1999年7月17日には、番組が選曲した3種のコンピレーション・アルバム『快進撃TV うたえモン エンディング・テーマ・スペシャル!!』『快進撃TV うたえモン スーパーヒーロー列伝』『快進撃TV うたえモン 超・名作!!エバーグリーン特集』が日本コロムビアから発売された。
前番組『おとこのこ おんなのこ』の放送開始以来、フジテレビの火曜19:00枠は1時間を通してローカルセールス枠になっている（『カスペ!』枠が編成されていた時期を除く）。そのため、東海テレビや関西テレビ、岡山放送やテレビ新広島のように系列局であってもこの番組を放送しない局もあった。
最終回は、それまで直後の時間帯に編成されていた『火曜ファイル』枠を利用しての2時間スペシャルで放送され、それまで「うたえモン」をネットしていなかった局でも後半の1時間のみ短縮ネットされた。番組は当該回のエンディングで「大放出をいたしましたので今回で一旦一休みをする」と終了の告知をしたうえで、「これからも特番で放送する」「新しいアニメが溜まるまで貯金をしたい」と告知しており、「貯金」の言葉通りそれから6年以上にわたって何の動きも無かった。6年5か月後となる2006年2月7日、本番組と同じ時間帯（19:00 - 20:54）に編成されていた『カスペ!』枠で『永久保存版!みんなで歌おうアニメソングカウントダウン 2006』を放送したことで一応の公約を果たした。なお、番組放送開始前の1998年にも、フジテレビ系列局では本番組と同じ司会陣で『アニメソングトップ40スペシャル』（同年3月25日放送）、『決定版!アニメソング超ベストヒット100』（同年10月7日放送）、『史上最強ベストヒットアニメ紅白歌合戦'98』（同年12月29日放送）といったアニメソングを紹介する特別番組が単発放送されていたことがある。

## 出演者

### 司会
- 松本明子
- 今田耕司 - 『おとこのこ おんなのこ』から引き続き出演。

### レギュラー出演者
- ガレッジセール
- ビビる
- Z-1 - 本番組でグループ初のレギュラー出演を果たした。前述の復活特番には上戸彩のみが出演。
- 宇田麻衣子（当時フジテレビアナウンサー） - スタジオナビゲーターとして出演。毎回アニメキャラのコスプレをさせられていたが、当初は嫌で嫌でしょうがなかったとのことでスタジオの隅でよく泣いていたという。

### 出演した歌手
- 麻倉未稀
- 井上大輔
- 大杉久美子
- 沖田浩之
- 影山ヒロノブ
- 串田アキラ
- 佐々木功
- SUS4
- 茂森あゆみ
- サンドラ・ホーン
- 高橋元太郎
- 大門一也
- 田中昌之
- チャーリー・コーセイ
- 速水けんたろう
- 堀江美都子
- 前川陽子
- 松本梨香
- ManaKana
- 水木一郎
- 森本英世
- 森口博子
- ほか

### ナレーター
- 國府田マリ子

## 放送リスト
常連ゲストで実質準レギュラーだった京本政樹については割愛。第4回から設けられた番組冒頭のダイジェストを参考とした。別時間帯での30分弱のスペシャル番組2回分についても併せて示す。
| 放送日  | 回                 | メインゲスト        | 宇田のコスプレ         | 内容 | 備考                                                                     |
| ------- | ------------------ | ------------------- | ---------------------- | --- | ------------------------------------------------------------------------ |
| 1月12日 | 1                  | 佐藤藍子            | アッコちゃん           | パパママランキング33歳 キッズランキング |                                                                          |
| 1月19日 | 2                  | オセロ 渡辺徹       | アラレちゃん           | パパママランキング27歳 キッズランキング |                                                                          |
| 1月26日 | 3                  | 吉野紗香            | キャンディ・キャンディ | パパママランキング31歳 キッズランキング 有名人リクエスト（江口洋介、松嶋菜々子） |                                                                          |
| 2月2日  | 4                  | さとう珠緒 薬丸裕英 | （セーラー服）         | パパママランキング25歳 キッズランキング 声の主は伝説のあの人!? | 「伝説のあの人」とは野沢雅子のこと。                                     |
| 2月9日  | 5                  | 原千晶 山崎邦正     | リボンの騎士           | 魔球特集 アニメ界の名曲 感動の最終回 謎の覆面歌手ついに登場!! | 「謎の覆面歌手」とはブラブラブラボーズのこと。                           |
| 2月16日 | 6                  | 西村知美 桑野信義   | ゲゲゲの鬼太郎         | アニメ特撮お宝映像大公開 必殺技 スーパーロボット 超人気アニメ新曲ついに登場!! | 「超人気アニメ新曲」とは「タイプ：ワイルド」のこと。                     |
| 2月23日 | 7                  | 山田まりや          | 峰不二子               | 1971年のお宝映像 ルパン3世にかくされた秘密とは!! ウルトラマン大百科!! ドラえもん新曲初公開!! | 「ドラえもん新曲」とは「我ら ザ・ドラえもんズ」のこと。                  |
| 3月2日  | 8                  | 西村知美            | サザエさん             | 1988年のお宝映像 大公開!!特撮セクシー美女 フルコース!! グルメなアニメ!! ついに登場!! 超人気「おじゃる丸」 |                                                                          |
| 3月9日  | 9                  | 未唯                | 一休さん               | 1975年のお宝映像 タイムボカン大大特集!! 魔女っ子全員集合!! だんごとSPEED登場だ!! |                                                                          |
| 3月16日 | 10                 | 川合俊一            | 白鳥のジュン           | 1972年のお宝映像 びっくり魔人大集合!! だんごvsポケモン新曲 超大物歌手オンステージ | 「超大物歌手」とは天童よしみのこと。                                     |
| 3月23日 | 11                 | 小川菜摘            | ミッキーマウス         | 春休みスペシャル! 3か月間のトータルランキング!! ビデオで見るディズニーアニメ 悪の軍団世界征服珍作戦 日米超大物シンガー競演!! リング最終回!! | 「日米超大物シンガー」とは天童よしみとシーナ・イーストンのこと。         |
| 4月13日 | 12                 | 藤原紀香            | 峰不二子               | 藤原紀香ベスト5 「ルパン三世」大特集 スーパーヒットライブ 「だんご3兄弟」 うたのお兄さん登場 |                                                                          |
| 4月20日 | 13                 | よゐこ              | オスカル               | ガンダムのひみつ徹底公開!! ガンダムライブ 伝説の歌手登場!! 声優オーディション ついに始動!! 「エヴァンゲリオン」 ついに登場!! | 「キャイ〜ンが選んだベスト3」を放送。 「伝説の歌手」とは井上大輔のこと。 |
| 4月27日 | 14                 | 雛形あきこ          | バカボン               | 保存版!! 仮面ライダー Wライダー今夜復活!! 広末涼子・城島茂の好きなアニメは? 声優オーディション 恐怖のスタジオ審査!! ランキングに大異変!! ポケモン・デジモン対決                                                                                         |                                                                          |
| 5月4日  | 15                 | （無し）            | メーテル               | 永久保存版 涙の最終回特集!! | プロ野球「阪神×巨人」が中止につき放送。                                  |
| 5月25日 | 16                 | 佐竹雅昭            | 孫悟空                 | 最強のアニメキャラ 今夜決定!! 香取慎吾・高島礼子の好きなアニメは？ 声優オーディション 緊急事態発生!! 水木一郎プロジェクトついに始動!! ホンモノのおじゃる丸登場                                                                                          |                                                                          |
| 5月30日 | （30分スペシャル） | （30分スペシャル）  | （30分スペシャル）     | 声優スター誕生 GTOヒロイン 松嶋菜々子に挑戦 声優界のアニキ水木一郎 世界征服計画 宇宙戦艦ヤマト特集 | 14:00 - 14:26に放送。                                                    |
| 6月1日  | 17                 | 佐藤藍子            | 沖田十三               | 宇宙戦艦ヤマト 激動の旅を大公開!! 芸能界No.1のアニメ好き 佐藤藍子ベスト3!! 今夜決定 GTOオーディション!! 水木一郎世界征服計画 今夜ついに明らかに!! デジモンポケモン大激突 どっちがトップだ!?                                                             |                                                                          |
| 6月8日  | 18                 | 森尾由美            | 秋本・カトリーヌ・麗子 | 「こち亀」大特集! ホンモノの両さん登場! GTOオーディション うたえモンから声優誕生!? SMAP稲垣吾郎の好きなアニメベスト3は!? 水木一郎「世界征服計画」 1000曲ライブ大ピンチ! ポケ・デジ・おじゃ・おジャ 1位争奪バトル!                                       |                                                                          |
| 6月15日 | 19                 | ダチョウ倶楽部      | ヒロシ（ど根性ガエル） | 今田耕司 ついにガイアと対決!? 潜入!! ウルトラの国！ 声優スター誕生! 涙の脱落者続出!! 水木一郎世界征服計画 生放送にアニキ乱入!! エンディング紅白歌合戦! かくれた名曲がよみがえる!!                                                                       |                                                                          |
| 6月29日 | 20                 | パイレーツ          | 川浜高校ラグビー部員   | GTOアニメ化記念!! 熱血教師ドラマ大特集 アノ熱血教師がスタジオに!! 声優スター誕生 メンバー半分脱落!! ドラえもんもスタジオ登場だ!! 水木一郎世界征服計画 1000曲ライブ場所決定!! 西城秀樹がついにスタジオで熱唱!! パイレーツも歌うゾ!!                      | 「アノ熱血教師」とは山下真司のこと。                                     |
| 7月13日 | 21                 | （無し）            | 根源破滅教団の教祖     | 今田・ガイア夢の対決!! 完全密着24時 帰ってきた! ウルトラマン特集!! 声優スター誕生!! 最後のチャンスをつかむのは!! 水木一郎ゲリラライブで六本木が熱狂!! うたえモンランキング 上半期トップ20!!                                                             | プロ野球「ヤクルト×巨人」が中止につき放送。                              |
| 8月10日 | （30分スペシャル） | （30分スペシャル）  | （30分スペシャル）     | 水木一郎世界征服計画SP | 16:30 - 16:56に放送。                                                    |
| 8月10日 | 22                 | 西村知美            | ドナルドダック         | 夏休みスペシャル ディズニーのひみつ大公開!! ドナルドダックもスタジオで大活躍!! 「LOVE LOVE あいしてる」に水木一郎ついに出演!! キンキ・シノハラ・拓郎とアニキ夢の競演!! 声優スター誕生!! 地獄のサバイバル合宿 涙の脱落者続出!! いったい何人生き残るのか? |                                                                          |
| 8月24日 | 23                 | 山田花子            | ネロ                   | 夏休みスペシャル!! スタジオジブリ&世界名作劇場トップ20 声優スター誕生! サバイバル合宿最終審査! 水木一郎ついに新曲発表!! 大物プロデューサーとは!? こち亀・GTO・まったり 話題のあの曲ランクイン！                                                         |                                                                          |
| 8月31日 | 24                 | （無し）            | （無し）               | 世紀のビッグイベント 水木一郎 24時間 1000曲ライブ | 河口湖ステラシアターからの生中継。                                       |
| 9月7日  | 25                 | （無し）            | まる子                 | 水木一郎1000曲ライブ 世紀のイベントの舞台裏!! アニキの身になにが…!? いま明かされる衝撃の真実!! 声優スター誕生!! 今夜ついにグランプリ発表!! |                                                                          |
| 9月14日 | 26                 | （無し）            | 坂ノ上おじゃる丸       | 保存版!! 全部見せます 20世紀のアニメベストヒット 嵐の100連発!! | 2時間スペシャルで放送。                                                  |

## うたえモンランキングで1位になった楽曲
- 魔女っ子メグちゃん（魔女っ子メグちゃん）
- めざせポケモンマスター'98（ポケットモンスター）
- 花の子ルンルン（花の子ルンルン）
- となりのトトロ（となりのトトロ）
- キャンディ キャンディ（キャンディ♡キャンディ）
- デリケートに好きして（魔法の天使クリィミーマミ）
- さんぽ（となりのトトロ）
- 真赤なスカーフ（宇宙戦艦ヤマト）
- 鉄腕アトム（鉄腕アトム）
- タイプ:ワイルド（ポケットモンスター）
- あしたのジョー（あしたのジョー）
- はじめてのチュウ（キテレツ大百科）
- ウルトラマンガイア!（ウルトラマンガイア）
- おれはグレートマジンガー（グレートマジンガー）
- だんご3兄弟（おかあさんといっしょ）
- 大ちゃん数え歌（いなかっぺ大将）
- いなかっぺ大将（いなかっぺ大将）
- ライバル!（ポケットモンスター）
- プリン賛歌（おじゃる丸）
- Butter-Fly（デジモンアドベンチャー）
- toi et moi（劇場版ポケットモンスター 幻のポケモン ルギア爆誕）
- CHA-LA HEAD-CHA-LA（ドラゴンボールZ）

## スタッフ
- 構成：海老克哉、小笠原英樹、加藤智久、大野慶助、米川伸生、HIROHP、渡辺鐘、三木敦
- TD：佐藤光雄
- SW：勝村信之
- CAM：長田崇、二見健二
- VE：金森健彦
- AUD：太田宗孝、松永英二
- LD：植松晃一、中原淳一
- バーチャル技術：竹内弘佳
- 美術制作：佐藤正直
- デザイン：石森慎司
- 美術進行：織田伊久磨、堀部信行
- 大道具：中山寛之
- 装飾：テレフィット
- メイク：山田かつら
- 視覚効果：藤本茂
- 電飾：久光義紀
- アクリル装飾：林田康弘
- 楽器：サンフォニックス
- 持道具：京阪商会、神田屋
- CG：伊原正徳
- マルチ：米田繁樹
- 編集：一ノ瀬勝
- 整音：岡田利明
- 音響効果：渡辺貴信
- 編曲：古田智隆
- テーマ曲 :「Soul Screamer」(Boom Boom Satellites)
- タイトルCG：田中秀幸
- 制作協力：バンエイト（進藤圭司）、BMC（塚田由美）、ノンプロダクション（鈴木良宜）、ジョーカーズ（高野徹）
- 広報：稲葉匡信
- TK：刑部利恵子
- 制作デスク：田中万貴
- 素材プロデュース：中島さゆり
- フロアディレクター：染谷智、近野裕樹
- アシスタントディレクター：大村嘉範、吉野敏彦
- ディレクター：岩村真理子、香山直美、北波英幸、澤地康弘、高野徹、中道政成
- 演出：福原伸治
- プロデューサー：中村百合子
- 制作著作：フジテレビ

## エピソード
- 後期のレギュラー企画だった水木一郎24時間1000曲ライブは、当初は「水木一郎は自分の持ち歌を全部歌えるか?」という趣旨の実験企画だったが、いつの間にか1000曲ライブに摩り替わった。その番組が総力を挙げてバックアップした1000曲ライブの事前イベントとして、水木が六本木ヴェルファーレなどのイベントに飛び入り出演したり、サポートギャルとして「アニキッ娘」なる美少女グループまで登場した。さらに宇田麻衣子が当時キャスターとして出演していた『めざまし天気』に水木が飛び入り出演し、『マジンガーZ』の主題歌を披露するなどした。
- 世代別ランキング以外にも、隠れた名曲を紹介する「ポテンヒッツ」のコーナーがあった。こちらでは旧『パーマン』の主題歌「ぼくらのパーマン」などを紹介していた。
- 1999年4月20日放送分からは、アニメ『HUNTER×HUNTER』と『ONE PIECE』の担当声優を選ぶ企画を行っていた。応募者の中から大森玲子、水野愛日、おみむらまゆこなどを選出し、神谷明や大山のぶ代がレッスンを担当した。大前茜がグランプリとなりONE PIECEに脇役の「女性」として出演している。また、その過程で『GTO』の声優オーディションにも参加し、数人が脇役で出演している。
- 他の懐かしアニメ番組では呼ばれないような歌手や声優が呼ばれることも多かった。たとえば『忍者ハットリくん』の主題歌のステージのためにハットリくん役の堀絢子が呼ばれ、着ぐるみと一緒に華麗なステップを披露しながら歌った。
- キッズランキングでは、放送当時大ヒットを記録していた『ポケットモンスター』と『デジモンアドベンチャー』の楽曲が上位を占めていることが多く、今田が「今の子供はポケモンかデジモンかうたエモンやね」とボケるのがお約束になっていた。
- 登場当初はゲスト扱いだった京本政樹は後に準レギュラー扱いになり、毎週のように出演するようになった。彼がきっかけで、今田やガレッジ、ビビる、Z-1が『ウルトラマンガイア』第46話「襲撃の森」に出演した（ただし、今田以外はノンクレジットで出演）。京本は番組中、自身のプロデュースする大型のソフビ製フィギュア『京本コレクション』の当時の最新作『ウルトラマンガイアV2』を披露したこともある。これはテレビ本編でのガイアV2登場よりも先行したお披露目であり、今田が「テレビ（での登場）より先に行くのやめてくださいよ！」と焦る一幕もあった。